# Fidenza 1922 Football Club
Il Fidenza 1922 Football Club S.r.l. (meglio noto come Fidenza), è una squadra calcistica con sede nella città di Fidenza, in provincia di Parma. Fondata nel 1922, disputa le partite casalinghe allo Stadio Comunale Fausto Cavagna di Busseto (PR), impianto dotato di una tribuna coperta e di una capienza di circa mille posti.

## Storia
La squadra giocò la sua stagione più prestigiosa nel 1924-1925, quando fece parte della Lega Nord, la progenitrice della successiva Lega Calcio, ma il relativo sforzo economico ne causò lo scioglimento.
Nel campionato di Eccellenza Emilia-Romagna 2007-2008 la squadra raggiunge il terzo posto a pari merito con il Fiorano, che le dà diritto a partecipare ai play-off. La partita viene giocata in casa dei modenesi e termina 0-0 anche dopo i supplementari, facendo così terminare la stagione del Fidenza.
Nella stagione 2010-2011 ha militato nel campionato di Eccellenza Emilia-Romagna, sesta divisione del calcio italiano. Il 26 gennaio 2011 si aggiudica la finale di Coppa Italia regionale di Eccellenza battendo nel campo neutro di Castelfranco il Massalombarda con il risultato di 3-1 grazie alla rete di Cantini e alla doppietta di Franchi vincendo così la Coppa Italia Eccellenza Emilia-Romagna.
Conclude la stagione 2010-2011 al secondo posto, ma perde in Coppa Italia Dilettanti contro il Pisa Sporting Club.
Nella stagione 2011-2012 milita nel campionato nazionale di Serie D, girone B, grazie a un ripescaggio. Conclude la stagione al 9º posto.
Nella stagione 2012-2013 milita nel campionato nazionale di Serie D, girone D.
Durante il periodo invernale Stefano Paraluppi subentra a Gianluca Baratta alla guida della squadra.
Per la stagione 2013-2014 il Fidenza Calcio, dopo avere confermato l'iscrizione alla Serie D, decide di affidare la squadra al tecnico borghigiano Francesco Montanini. Termina però 16º nel girone ed è costretto ai play-out. Perde la gara decisiva dei play-out ed è retrocesso in Eccellenza.

## Palmarès

### Competizioni regionali
- Eccellenza: 2

1991-1992 (girone A), 2005-2006 (girone A)
- Promozione: 1

1974-1975 (girone B)
- Prima Divisione: 1

1942-1943 (girone A)
- Campionato italiano di terza divisione: 2

1922-1923 (girone A), 1923-1924 (girone B)
- Coppa Italia Dilettanti Emilia-Romagna: 1

2010-2011